# Trường Đại học Thể dục Thể thao Đà Nẵng
Trường Đại học Thể dục Thể thao Đà Nẵng có trụ sở tại thành phố Đà Nẵng, được thành lập ngày 25 tháng 4 năm 2007 trên cơ sở trường Cao đẳng Thể dục Thể thao Đà Nẵng. Đây là một trong ba trường đại học chuyên ngành thể dục thể thao của Việt Nam và là trường đại học thể dục thể thao duy nhất của khu vực miền Trung - Tây Nguyên. Trường đào tạo cán bộ thể dục thể thao có trình độ cao đẳng, đại học và tổ chức hoạt động khoa học, công nghệ trong lĩnh vực thể dục thể thao.

## Lịch sử
Trường Đại học Thể dục Thể thao Đà Nẵng tiền thân là trường Trung học Thể dục Thể thao Trung ương III, được thành lập ngày 13 tháng 12 năm 1977.
Năm 1997, Trường được nâng cấp thành trường Cao đẳng Thể dục Thể thao Đà Nẵng, và được Thủ tướng chính phủ quyết định thành trường Đại học Thể dục Thể thao III Đà Nẵng ngày 25 tháng 4 năm 2007.
Đến ngày 21 tháng 2 năm 2008, theo Quyết định số 720/QĐ-BVHTTDL của Bộ trưởng Bộ Văn hoá, Thể thao và Du lịch, trường được đổi tên thành trường Đại học Thể dục Thể thao Đà Nẵng.

## Cơ cấu tổ chức
Hiện tại trường có 7 phòng chức năng, 6 khoa, 12 bộ môn, 1 viện và 3 trung tâm.

### Các phòng chức năng
- Phòng Đào tạo
- Phòng Công tác Sinh viên
- Phòng Quản lý khoa học và hợp tác quốc tế
- Phòng Hành chính quản trị
- Phòng Tổ chức cán bộ
- Phòng Tài vụ
- Phòng Khảo thí và Đảm bảo Chất lượng Giáo dục

### Các khoa đào tạo
- Khoa Quản lý thể dục thể thao
- Khoa Giáo dục thể chất
- Khoa Huấn luyện thể dục thể thao
- Khoa tại chức, bồi dưỡng – Sau đại học
- Khoa Ngoại ngữ-Tin học
- Khoa Y sinh

### Bộ môn
- Bộ môn Khoa học cơ bản
- Bộ môn Lý luận chính trị
- Bộ môn Bóng đá
- Bộ môn Điền kinh
- Bộ môn Bóng chuyền
- Bộ môn Bóng rổ-Bóng ném
- Bộ môn Thể thao dưới nước
- Bộ môn Cầu lông-Quần vợt
- Bộ môn Thể dục
- Bộ môn Cờ vua
- Bộ môn Bóng bàn
- Bộ môn Võ

### Các viện, trung tâm
- Viện Khoa học, Công nghệ Thể dục thể thao
- Trung tâm giáo dục quốc phòng
- Trung tâm thông tin thư viện
- Trung tâm Ngoại ngữ tin học